# Instituto Nacional de Diabetes, Endocrinología y Nutrición (INDEN)
El Instituto Nacional de Diabetes, Endocrinología y Nutrición (INDEN) es un organismo sin fines de lucro que brinda servicios de salud y orienta sobre la prevención educativa de la Diabetes. Sobre todo a pacientes de escasos recursos económicos.

## Patronato, Inicios y Lucha Contra la Diabetes
La lucha contra la Diabetes en la República Dominicana inicia con el Patronato de Lucha Contra la Diabetes, organismo sin fines de lucro creado el 26 de octubre de 1972 por el Doctor Jorge Abraham Hazoury Bahles para la defensa y protección de los diabéticos. El 30 de noviembre de ese mismo año surge el Instituto Nacional de Diabetes, Endocrinología y Nutrición (INDEN), dependencia del Patronato también sin fines de lucro y que cuenta con un “Hospital -  Escuela para Diabéticos” donde los pacientes son atendidos médicos diabetologos, nutricionistas y endocrinólogos y se le suministran medicamentos especializados a bajo costo. Generalmente subsidiados, gratuitos en su totalidad para niños y adolescentes.
En el año 1988 El Doctor Hazoury Bahlés funda en el Hospital Escuela la Residencia de Diabetología y Nutrición y en el año 1991 la Residencia de Oftalmología. Miles de especialistas han salido de las mismas con el apoyo de la Universidad Iberoamericana (UNIBE), institución de la cual también fue fundador en el año 1982. Grandes personalidades, y maestros de la Diabetes visitaron el hospital desde sus inicios, como el Doctor Rodríguez Miñón, el Doctor J. L. Herrera Pombo, el Doctor Leo P. Krall y la Doctora Priscilla White. El INDEN va más allá de la especialidad de la Diabetes, teniendo habilitadas y equipadas con tecnología de punta las áreas de Oftalmología, Ginecología, Neurología, Cardiología, Gastroenterología, Nefrología, Cirugía General, Pediatría, Endocrinología y Psicología. 
El INDEN mantiene un acuerdo con la Federación Internacional de Diabetes y entre sus múltiples actividades, realiza además labor comunitaria fuera de sus instalaciones y organiza campamentos educativos para los niños con el fin de orientarlos tanto a ellos como a los padres sobre la Diabetes.
En el año 2004, el Hospital Escuela pasó a llevar 4 el nombre del Doctor Hazoury Bahlés en reconocimiento de sus años lucha contra la Diabetes. Actualmente es el hospital más grande y moderno de América Latina y el Caribe para el cuidado de los pacientes diabéticos,.

## Especialidades Médicas
- Diabetología y Nutrición. Duración: 3 años. Dirigido a : Médicos Generales.
- Oftalmología. Duración: 4 años. Dirigido a: Médicos Generales.